# コロポンのニカンドロス

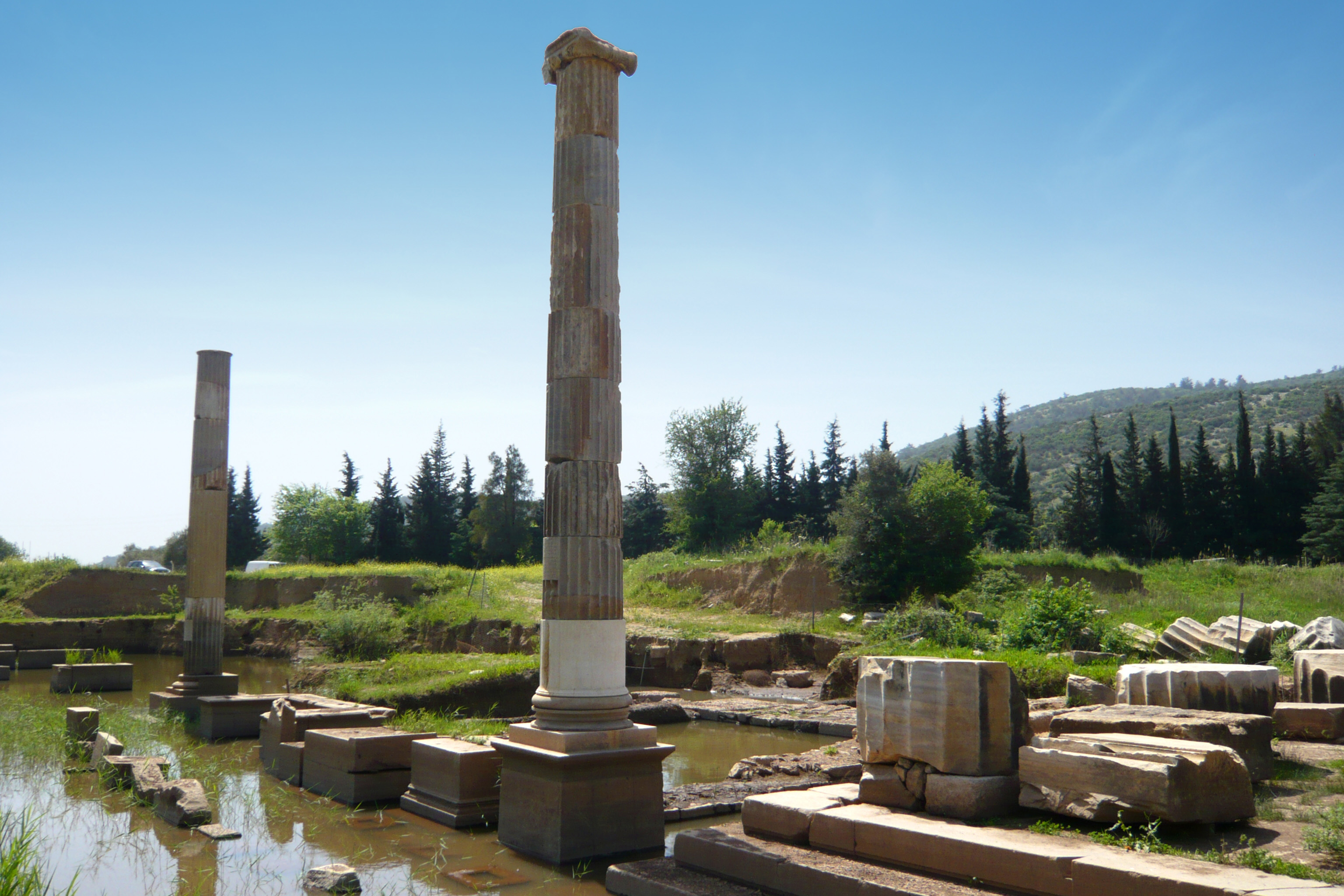
クラロスのアポロン神殿の遺跡。

コロポンのニカンドロス（古希: Νίκανδρος ὁ Κολοφώνιος, Nīkandros ho Kolophōnios, 英: Nicander of Colophon）は、古代ギリシアのヘレニズム期の詩人、文法家、医学者である。長音によりコロポーンのニーカンドロスとも表記される。小アジアのコロポン近郊のクラロス（現代のトルコのAhmetbeyli）の出身。主に教訓詩と呼ばれるジャンルで活躍した。

## 生涯
ニカンドロスはコロポン近郊のクラロスの生まれで、その地で伝統的にアポロンの神官職であった一族の出とされる。ペルガモンのアッタロス朝の王アッタロス3世（在位期間：前138年-前133年）のもとで活躍し、散文と韻文の両方で多くの作品を書いたとされるが、完全な形で現存するのは『有毒生物誌』（原題『テリアカ』, Theriaka）と『毒物誌』（原題『アレクシパルマカ』, Alexipharmaka）の2作品のみである。
同じジャンルで活躍したアラトスと同時代の詩人であり、友人であったと伝えられている。ただし前3世紀頃に同名の詩人がいたらしく、この人物と混同された結果、ニカンドロスの生涯に関する伝承は錯綜したものとなっている。現在では彼が生きた時代は前2世紀中頃かそれ以降で、シケリア島のシュラクサイ出身の牧歌詩人モスコスとほぼ同時代の詩人であろうと推定されている。もっとも、ニカンドロスの出身地がクラロスだったことは確かで、この点はニカンドロス自身が『有毒生物誌』と『毒物誌』の中で言及している。すなわち『有毒生物誌』の末文で「あなたはホメロスの流れをくむニカンドロスのことを記憶にとどめるだろう。あの雪のように真っ白な都市クラロスに育てられたあの詩人のことを」と歌い、『毒物誌』の冒頭部分で「クラロスのアポロンの三脚の鼎のもとに座を占める」と歌っている。前者でニカンドロスがホメロスの名前を出しているのは、コロポンがホメロスの出身地であることを主張する都市の1つであり、ホメロスを祀る神殿ホメレイオンがあったらしいことと関係があり、どちらの詩句も故郷への強い誇りをうかがわせる。

## 作品
ニカンドロスの現存する作品のうち、最長の『有毒生物誌』はヘビ、クモ、サソリをはじめとする毒を持つ生物の性質と、その毒の恐ろしさについて述べ、毒を受けた際の対処法について歌った詩であり（958行）、もう1つの『毒物詩』は毒を持つ植物、動物、鉱物とその解毒方法を歌った詩である（630行）。どちらも六歩格で構成され、古註によると前3世紀頃のアレクサンドリアの学者で毒物の専門家であったアポロドロスの失われた著書を情報源としている。『有毒生物誌』と『毒物詩』におけるニカンドロスの作風は技巧的であり、また非常に博識であったことがうかがわれる。語彙についてもホメロスが叙事詩の中で1度しか使っていない語（ハパックス・レゴメノン）が多く、稀用語、専門用語だけでなく、さらにはニカンドロス自身が作った造語や合成語が非常に多い。これはおそらくカッリマコスを模範としたことによるもので、アラトスとは逆に彼の詩を難解なものにしている。

### 代表作
- 『有毒生物誌（英語版）』（原題『テリアカ』, Theriaka）
- 『毒物誌』（原題『アレクシパルマカ』, Alexipharmaka）
- 『毒蛇誌』（原題『オピアカ』, Ophiaka[2]）
- 『農耕詩』（原題『ゲオルギカ』, Georgika[1][2][11]）
- 『養蜂誌』（原題『メリッスルギカ』, Melissourgika[1][2][9]）
- 『変身物語』（原題『ヘテロイウメナ』, Heteroiumena[1][2][9]）
- 『アイトリア史』（原題『アイトリカ』, Aitolika[1]）
- 『テーバイ史』（原題『テーバイカ』, Thebaika[2]）
- 『シケリア史』（原題『シケリア』, Sikelia[2]）
- 『ヨーロッパ史』（原題『エウロピア』, Europia[2]）
- 『キンメリア人』（原題『キンメリオイ』, Kimmerioi[2]）

### 影響
ニカンドロスが後世に与えた影響は大きく、失われた作品のうちギリシア神話の叙事詩である『変身物語』は、オウィディウスが『変身物語』で利用し影響を与えたと考えられている。またアントニヌス・リベラリスは『変身物語集』の中でニカンドロスが語った神話エピソードを要約しているが、全41話のうち実に22話でニカンドロスを参照している。かなりの断片が現存している『農耕詩』はキケロによってアラトスの『星辰譜』（原題『パイノメナ』, Phainomena）とともに特筆された。この『農耕詩』はまた『養蜂誌』とともにウェルギリウスの『農耕詩』の3巻と4巻に利用されている。他にもアエミリウス・マケルの現存しない作品『テリアカ』と『薬草について』がニカンドロスの両作品の翻案であると伝えられており、ルカヌスの『内乱』（原題『パルサリア』, Pharsalia）9巻、帝政ローマ期の詩人オッピアノスに影響を与えていることも指摘されている。

## 翻訳
現存する『有毒生物誌』および『毒物誌』は、西洋古典学者の伊藤照夫（京都産業大学名誉教授）によってアラトスの『星辰譜』、オッピアノスの『漁夫訓』（原題『ハリエウティカ』, Halieutika）とともに翻訳され、2007年に京都大学学術出版会より『ギリシア教訓叙事詩集』として刊行された。